# Rybníkářství

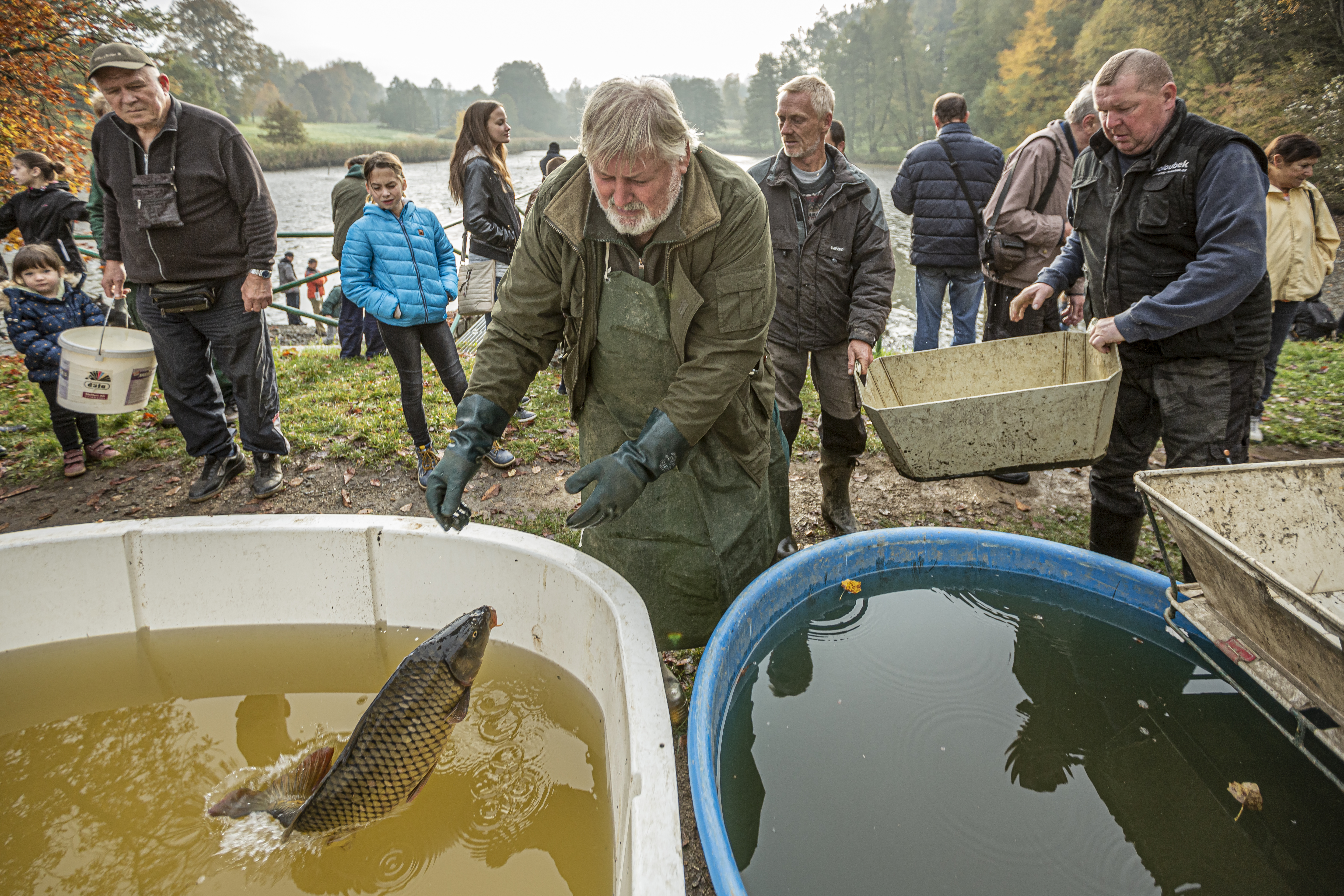
Výlov rybníka Jírovce u Vlašimi (2019)

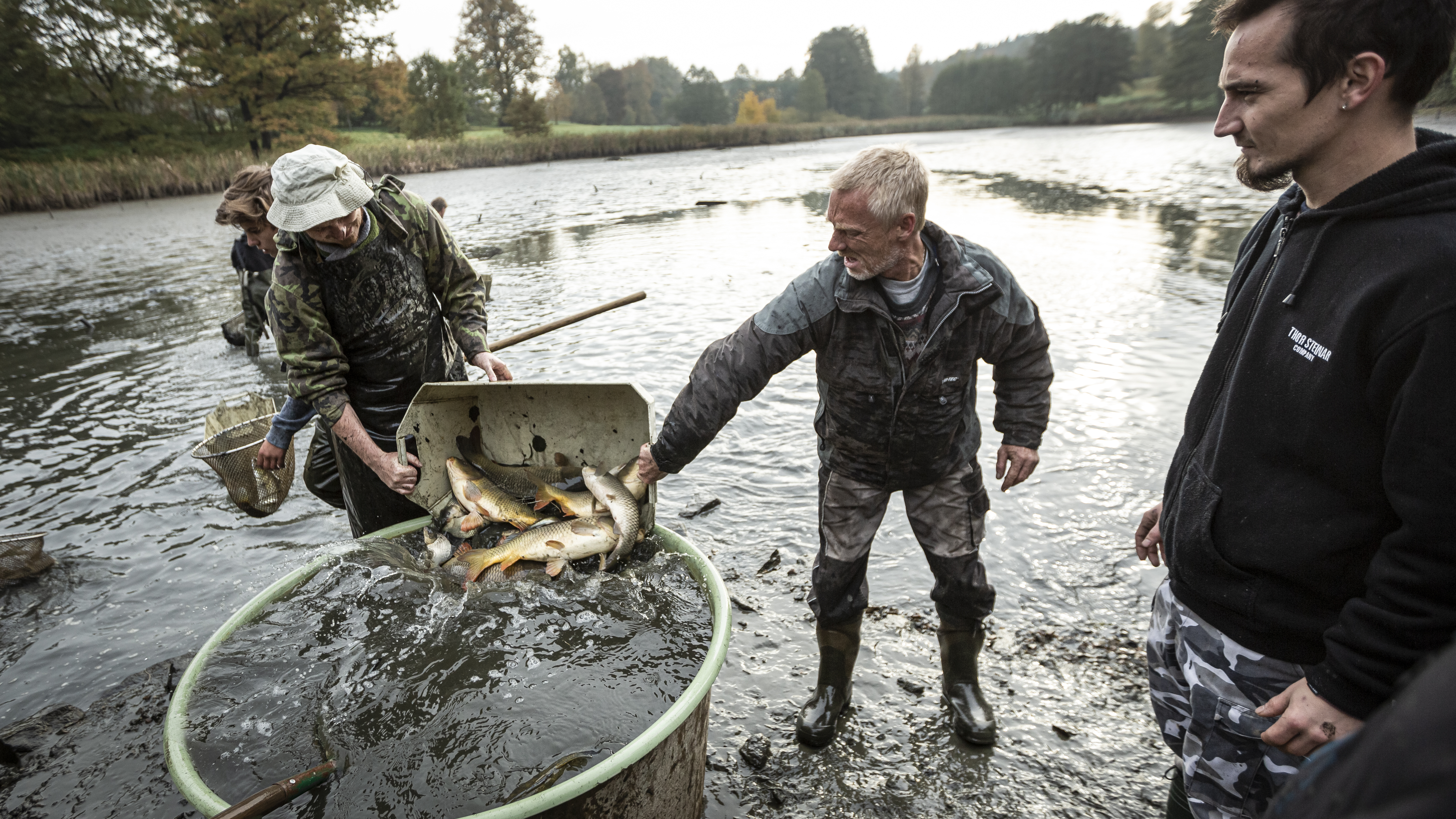
Rybáři při výlovu rybníka Jírovce

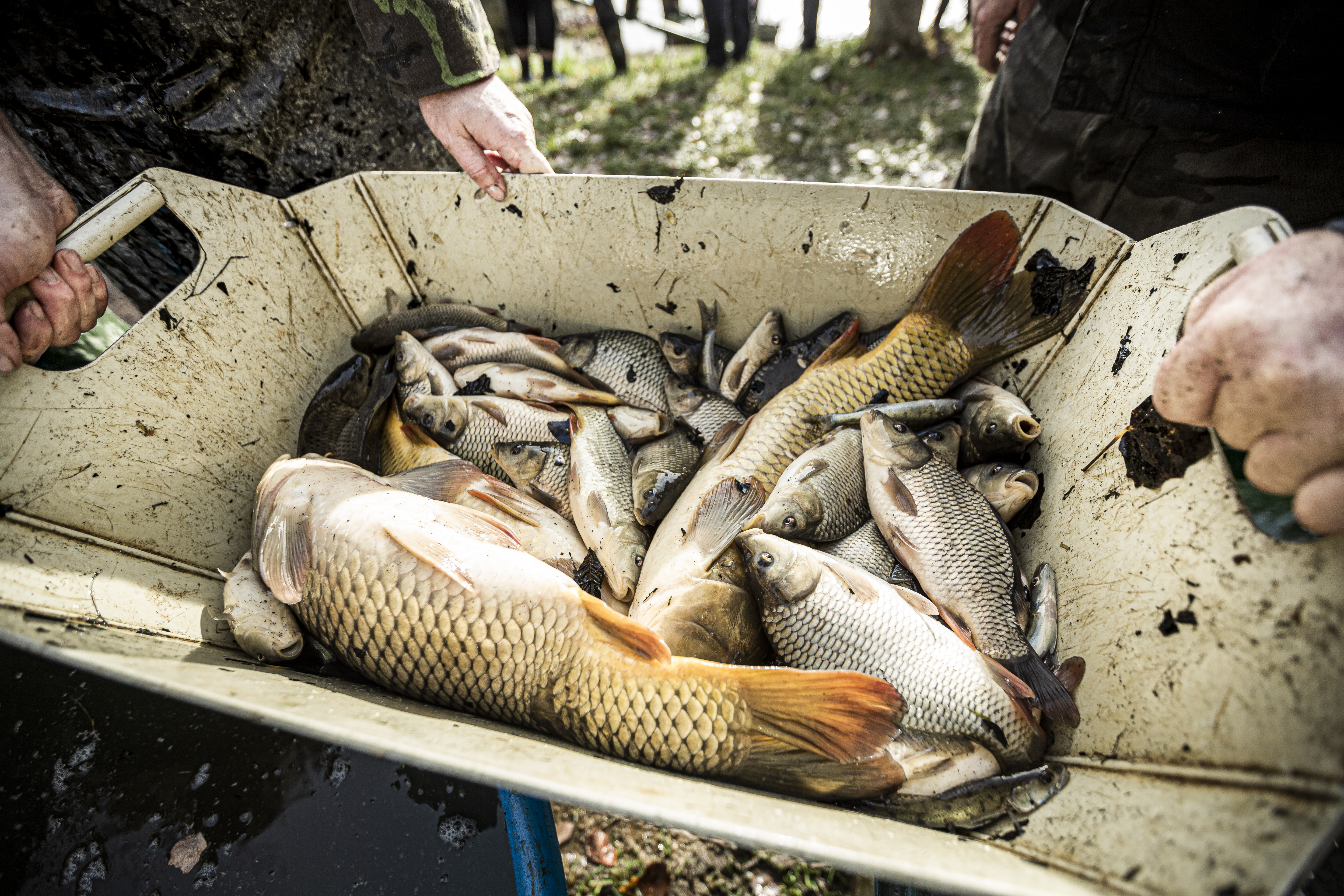
Výlov Jírovce u Vlašimi (2019)

Rybníkářství (psáno také rybnikářství) je chov a lov ryb, popřípadě vodních organizmů v rybníce nebo ve zvláštním rybochovném zařízení, uskutečňovaný k zajištění produkce ryb a rybího masa, popřípadě produkce vodních organizmů nebo produkce rybí násady pro rybníky anebo pro zarybňování rybářských revírů. Zvláštním rybochovným zařízením jsou sádky, rybí líhně, příkopové rybníčky, jiné vodní nádrže nebo chovná zařízení.
Rybníkářstvím se mínila činnost rybníkářského cechu. Ve středověku se rybníkářský cech zabýval projektováním, realizací, přestavbami a opravami rybníků a souvisejících děl.
Rybníkářství dominující v produkčním hospodářství České republiky je typické pro střední a východní Evropu. Jeho rozvoj v Česku je nerozlučně spojen s rodem Rožmberků. Tradičními rybníkářskými oblastmi České republiky jsou Třeboňsko, Vodňansko, Novohradsko, Českobudějovicko a Jindřichohradecko. V Česku se celkem nachází okolo 23 000 rybníků.
Slovo lze psát také s krátkým "i": rybnikářství (jen takto je uvádí PSJČ), obě varianty uvádí SSJČ, PČP a Internetová jazyková příručka ÚJČ.

## Historie v českých zemích
První písemné zmínky o zakládání rybníků v českých zemích pochází z 11. a 12. století. Nejstarší rybníky patřily ke klášterům (např. Kladruby, Zlatá Koruna, Žďár nad Sázavou), kterým sloužily k chovu ryb, neboť ryba byla nejrozšířenější postní stravou. Základem pro rozšíření chovu ryb byl kapr, který byl do českých zemí dovezen již jako kulturní rybniční forma. Do výstavby rybníků investovaly kláštery, panství i města. Nejprve se stavěly tzv. stavy (obstaculum), což byly malé hráze na vodních tocích, které zadržovaly vodu k uchování nalovených ryb. Tyto hráze však nedisponovaly výústí ani přepadem, a proto nebylo možné vodu regulovat v případě povodní, kdy docházelo k jejich protržení.
Ve 13. století rybníky již patřily k běžné součásti feudálního panství. Za první významnou rozvojovou fázi českého rybníkářství lze označit období 14. století, kdy docházelo k hojnému zakládání rybníků. Důvodem byla podpora vlády Karla IV., který nechával zřizovat rybníky z prostředků královské komory, aby bylo postaráno o hojnost ryb pro výživu obyvatelstva. Zdokonalila se již i stavební technika, která dovolovala více pokročilá stavební díla. Příkladem jsou rybníky Dvořiště, Holná a Máchovo jezero. S rozvojem stavební techniky, nejdříve vznikaly menší rybníky, kdy některé musely být umisťovány ve svažitém terénu na malých tocích, aby byla zajištěna dostatečná hloubka v níž by ryby v zimě nezahynuly. Postupně vznikaly i větší rybníky, které byly umisťovány do rovinatých nížin, kde pro zaplavení rozsáhlejších území stačila nízká hráz. Oba typy však měly své výhody a nevýhody. V členitějším terénu se rybníky obvykle rozkládaly na malém povodí, čímž nebyly tolik ohroženy povodněmi a jejich okraje nezarůstaly rákosím. Hlubší a chladnější voda však negativně ovlivňovala růst ryb. Proti tomu velké rybníky byly úrodnější, mělké a teplé, avšak jejich břehy snadno zarůstaly a hrozily jim častější povodně, protože se obvykle nacházely na velkém povodí. Rybníky se však nestavěly jen u vodních toků. Některé vznikly mimo vodní toky a voda k nim byla dovedena důmyslnými náhony. Dosud se však ještě nezakládaly rybniční soustavy. Jednotlivým rybníkům odpovídala i tehdejší kumulativní metoda chovu, kdy se do rybníka nasadily mateční ryby, které se vytřely a zůstaly v rybníce až do vyspění plůdku. Trvalo to 5–6 let, poté se rybník slovil, některé ryby se prodaly a některé se ponechaly k dalšímu chovu. Tato metoda měla mnoho nevýhod, když se matečné ryby každý rok znovu vytřely a rybník začal být přeplněný množstvím hladového plůdku různých ročníků, který si navzájem konkuroval v získávání potravy. Docházelo k přemnožování plevných ryb a bylo nebezpečí, že plůdek bude spotřebován dravými rybami. Hospodářský výsledek byl tak velmi nejistý.
15. století a 16. století bylo obdobím významného rozvoje českého rybníkářství, ačkoli jej na půl století utlumilo husitské hnutí. Byla vylepšena metoda chovu kaprů, která již byla dvoustupňová, později třístupňová, díky čemuž se podařilo odstranit hlavní nevýhody kumulativního chovu. Tehdy se do zakládání významnou měrou zapojil šlechtický rod Rožmberků. Během jejich patronace započala výstavba důmyslné rybniční soustavy, která propojuje rybníky a přivádí vodu z okolních řek. V této době se na scéně objevili nejslavnější čeští rybníkáři jako Josef Štěpánek Netolický, Jakub Krčín z Jelčan, či Mikuláš Ruthard z Malešova. Stavbu rybníků zajišťovali rybníkářští mistři, kteří přidělovali práci svým specializovaným dělníkům, kteří tuto práci vykonávali jako své výhradní povolání. Na stavbách si přivydělávali i lidé z nejbližšího okolí. Údělem rodin rybníkářů bylo časté putování za další prací po celém kraji.
Kromě plůdkového a hlavního rybníka přibyl ještě třetí typ tzv. výtažník, v němž plůdek rychle narůstal. Specializované rybníky se lišily především svou velikostí a snáze se jimi využívaly podmínky terénu. Dobré hospodářské výsledky pak vedly ke stavbám velkých hlavních rybníků, na kterých už se dalo hospodařit bez většího rizika ztrát. Do plůdkového (trdelního) rybníka byly nasazeny samičky i samci k vytření. Z jiker vylíhlé rybky zůstaly v tomto rybníce jeden či dva roky, poté se slovily a rozvezly do menších mělkých výtažných rybníků, aby zde rychle narostly. Pokud zde nebyly vhodné podmínky k přezimování, musely být na podzim sloveny a převezeny do tzv. komory, tedy většího a hlubšího rybníka. Na jaře byly opět sloveny a převezeny zpět do výtažníku, aby zde nadále rostly, dokud nedosáhly hmotnosti 0,5–1 kg pro umístění do hlavního rybníka, což trvalo tři roky. Hlavní rybník tzv. kaperný, byl zpravidla velký na vodu bohatý hluboký rybník. Ryba v něm strávila obvykle tři roky, po kterých následovalo závěrečné slovení. Jednou za 7–10 let se rybník nechal tzv. vyletnit, kdy se vypustil a nechal se přes celé léto prázdný. Jeho dno bylo oseto, což přineslo na výživné půdě dobrou úrodu a zajistilo rybám potravu na několik následujících let. Tato technika chovu ryb, která se rozvinula v 15. a 16. století se téměř beze změn dochovala až do současnosti.
V 17. a 18. století došlo k útlumu rybníkářství, k čemuž přispěla i třicetiletá válka, během které docházelo k vypouštění rybníků, krádežím ryb i ničení rybničních zařízení. Některé rybníky byly zcela vysoušeny či zaváženy. Na vině byl také ekonomický faktor, především jedna z Josefínských reforem, kdy byla zvýhodněna cena pšenice a tak plocha rybníků ustupovala jejímu pěstování. Trend úpadku rybníkářství se podařilo zvrátit až v 19. století. Nejvýznamnějšími obnoviteli staré rybníkářské tradice na českém území byli Václav Horák (1819–1900), František Špatný, Antonín Frič a především Josef Šusta.

## Ochrana rybníkářství
Vzhledem ke svému kulturnímu, historickému a environmentálnímu významu se rybníkářskému odkazu dostává nejrůznějších forem ochrany. Některé příklady této ochrany uvádí následující výčet.
- V roce 1996 UNESCO vyhlásilo v Horní Lužici biosférickou rezervaci nazvanou Oberlausitzer Heide und Teichlandschaft (Hornolužické vřesoviště a krajina rybníků). V této rezervaci krajinný ráz významně dotváří rybníky.
- V rámci CHKO Třeboňsko jsou chráněny rozsáhlé rybníkářské celky.
- V současnosti probíhají řízení směřující k zapsání souboru rybníkářských památek a tradic na Třeboňsku na seznam památek UNESCO. Pod souhrnným názvem Třeboňské rybníkářské dědictví by mělo být chráněno například historické centrum Třeboně, rybník Rožmberk, rybník Svět, náhon Zlatá stoka, kanál Nová řeka a částečně i Lužnice (Stará řeka).
- Mezi chráněná zeměpisná označení v Evropské unii patří známky Třeboňský kapr a Hornofalcký kapr (Oberpfälzer Karpfen). Takto označení kapři musí pocházet z místních rybníků.
- Rybníkářská díla mohou být chráněna jako kulturní nebo technické památky. Například v Jižních Čechách jako technická památka je chráněn náhon Zlatá stoka, a rybník Bezdrev je chráněn jako kulturní památka.
- Z důvodů ochrany přírody jsou rybniční díla nebo jejich části často chráněna. Například v Jižních Čechách se nachází ornitologická rezervace Velký a Malý Tisý, mykologická památka Hráz rybníka Luční, přírodní rezervace Vrbenské rybníky, Výtopa Rožmberka, mokřady na obtokové stoce Nová řeka nazvané Novořecké močály, Ruda, Krvavý a Kačležský rybník, Mokřiny u Vomáčků a další chráněná území, která vznikla v důsledku budování rybníků.

## Svět
Chov ryb (anglicky „fish farming“), převážně v mořích (viz akvakultura), zažívá od roku 1990 prudký nárůst a nahrazuje rybolov.

## Známí čeští rybníkáři
- Josef Štěpánek Netolický
- Jakub Krčín
- Mikuláš Ruthard z Malešova
- Josef Šusta
- Jan Stanovský z Čechtic